# Eleições legislativas na Áustria em 2008
As eleições legislativas austríacas de 2008 foram realizadas em 28 de setembro, sendo as 24ª eleições do Conselho Nacional austríaco desde 1918. No total, 6,3 milhões de austríacos podem comparecer às urnas para escolher um novo governo e Parlamento.

## Novidades
Com a cisão do FPÖ, o candidato Jörg Haider concorrerá por seu novo partido, a Aliança para o Futuro da Áustria 
Além disso estas eleições austríacas estão sendo as primeiras cuja idade mínima para o voto é 16, segundo nova lei européia.

## Partidos participantes
- Partido Social-Democrata da Áustria - Werner Faymann
- Partido Popular Austríaco - Wilhelm Molterer
- Os Verdes - Alternativa Verde - Alexander van der Bellen
- Partido da Liberdade da Áustria - Heinz-Christian Strache
- Aliança para o Futuro da Áustria - Jörg Haider
- Foro Liberal - Heide Schmidt
- Partido Comunista da Áustria - Mirko Messner

## Resultados
De acordo com os resultados preliminares, o Partido Social-Democrata Austríaco (SPÖ) obteve 29,7% dos votos (-5,7% do que nas eleições de 2006). Já o Partido Popular Austríaco (ÖVP) registaram igualmente uma queda na preferência dos eleitores, com 25,6% dos votos (-8,7% do que em 2006).
O FPÖ conseguiu 18%o dos votos (+7%); assim como o partido populista BZÖ, que obteve 10,88% (+6%) do que no último sufrágio.
A derrota evidente do Foro Liberal causou surpresa, e a percentagem do Foro dos Cidadãos de Fritz Dinkhauser também foi surpreendentemente baixa.

## Resultados Oficiais
| Partido                     | Partido                          | Votos     | %               | +/-  | Deputados | +/-  |
| --------------------------- | -------------------------------- | --------- | --------------- | ---- | --------- | ---- |
|                             | Partido Social-Democrata         | 1 430 206 | 29,26 / 100,00  | 6,08 | 57 / 183  | 11   |
|                             | Partido Popular                  | 1 269 656 | 25,98 / 100,00  | 8,35 | 51 / 183  | 15   |
|                             | Partido da Liberdade             | 857 029   | 17,54 / 100,00  | 6,50 | 34 / 183  | 13   |
|                             | Aliança para o Futuro da Áustria | 522 933   | 10,70 / 100,00  | 6,59 | 21 / 183  | 14   |
|                             | Os Verdes - Alternativa Verde    | 509 936   | 10,43 / 100,00  | 0,62 | 20 / 183  | 1    |
| Barreira Eleitoral de 4,00% |                                  |           |                 |      |           |      |
|                             | Foro Liberal                     | 102 249   | 2,09 / 100,00   | -    | 0 / 183   | -    |
|                             | Lista Fritz Dinkhauser           | 86 194    | 1,76 / 100,00   | Novo | 0 / 183   | Novo |
|                             | Outros                           | 109 106   | 2,23 / 100,00   |      | 0 / 183   |      |
| Votos inválidos             | Votos inválidos                  | 103 643   |                 |      |           |      |
| Total                       | Total                            | 4 990 952 | 100,00 / 100,00 |      | 183 / 183 |      |
| Eleitorado/Participação     | Eleitorado/Participação          | 6 333 109 | 78,81 / 100,00  | 0,32 |           |      |